# 政経電論
政経電論（せいけいでんろん）は、株式会社損得舎が発行する、政治・経済情報を発信するWEBマガジン。編集長は佐藤尊徳。

## 概要
2013年11月、"政治・経済が好きになる"をコンセプトに、独自の視点で政治や社会問題を取り上げ読者に分かりやすく伝えることを目指して創刊された。編集長を務めるのは、元「経済界」編集長の佐藤尊徳。創刊号には安倍晋三内閣総理大臣が巻頭・インタビューに登場。
2017年にリニューアルし、それまでの雑誌風のレイアウトを廃止。コンセプトも『行動する人になる。』に変更している。

## 表紙・インタビュー登場人物
- 安倍晋三（創刊号）
- 堀江貴文（第2号）
- 藤田晋・野尻佳孝（第3号）
- 泉谷直木（第4号）
- 見城徹・秋元康（第5号）
- 野田聖子・小室淑恵（第6号）
- 鈴木茂晴（第7号）
- 北川正恭（第8号）
- 五嶋龍（第9号）
- 平将明・小泉進次郎（第10号）
- 野田一夫・竹村健一・清水信次（第11号）
- 新生 劇団四季・吉田智誉樹（第12号）
- 片野坂真哉・植木義晴（第13号）
- 安藤美冬（第14号）
- 熊谷正寿（第15号）
- 田原総一朗（第16号）
- 川鍋一朗（第17号）
- 高橋みなみ（第18号）
- 相川佳之・瀬戸健（第19号）
- 田村淳（第20号）
- 森川亮（第21号）
- たかまつなな（第22号）
- 吉木誉絵（第23号）
- 森達也（第24号）
- 野田聖子（第25号）
- 松尾貴史（第26号）
- 藤田晋（第28号）
- 桜井博志（第29号）
- 高松孝年（第30号）
- レンタルなんもしない人（第32号）
- 吉田義人（第33号）

## 政経電論TV
2023年5月27日から毎週土曜日19時にYouTubeで配信している。

### 出演
- 佐藤尊徳（ウェブメディア「政経電論」編集長 / 雑誌「経済界」元編集長）MC
- 井川意高（元・大王製紙会長）MC
- 新保友映（フリーアナウンサー）進行